# Zorn-gyűjtemények
A Zorn-gyűjtemények (Zornsammlingarna) múzeumi komplexuma Anders Zorn svéd festőművész munkásságának állít emléket szülőhelyén, a dalarnai Morában. A komplexumhoz részei a Zorngården (Zorn-gazdaság), a művész és felesége egykori lakhelye, a szűkebb értelemben vett múzeum (Zornmuseet), a Zorns gammelgård (Zorn öreg gazdasága), ami a művész által létrehozott kis szabadtéri néprajzi múzeum, a Gopsmor-tanya, valamint a textilgyűjtemény, aminek alapját a Zorn-házaspár népművészeti textilekből összeállított gyűjteménye vetette meg, de később más adományokkal is kiegészült.
A Zorn házaspár minden vagyonát a svéd államra hagyta. Hagyatékuk hivatalos neve Zorn-gyűjtemény, Zornsamlingarna és hatvan épületből, valamint közel 20 000 tárgyból áll. Ez utóbbiak között Zorn saját művei mellett más neves művészek alkotásai köztük Rembrandt-rézkarcok), népművészeti gyűjtemények, textilek, ezüsttárgyak találhatók.

## Zorngården
Anders Zorn és felesége, Emma 1886-ban telepedtek le Morában. Már tíz évvel korábban vásároltak egy darab földet a település temploma közelében és ide költöztettek a Zorn anyai nagyapja birtokáról egy faházat. Ez lett a Zorngården, a családi otthon magja. Az évek során a komplexumot több szakaszban jelentősen bővítették, magának a művésznek a tervei alapján. Ennek nyomán a Zorngården stílusa sajátos ötvözete lett a hagyományos helyi népi építészet megoldásainak, a művész nemzeti romantikus elgondolásainak a viking korról, valamint a kor angol villaépítészetének. Az épület leglátványosabb része egy kilenc méter belmagasságú terem a második szinten. A családi otthon 1910-re készült el. A házhoz egy kis kert is tartozik, amit az 1910-es években telepítettek.
A Zorngården ma is abban az állapotban látható, mint amilyen Emma Zorn halálakor, 1942-ben volt. Jó példája egy nagy művész családi otthonának a 20. század elejéről.

## Zornmuseet
A Zorn házaspár eredeti lakóhelye, a Zorngården mellett található a szűkebb értelemben vett múzeum épülete. Az első téglaépületet Ragnar Östberg terveezte és 1939-ben nyílt meg. Az épületet 1982-ben egy üveg lépcsőházzal egészítették ki (tervezője Torbjörn Olsson). Később szükségessé vált egy új szárnya építése, ami 0996-ban készült el. Itt helyezték el a modern fogadóhelyiséget, könyvtárat és irodát.
A múzeum állandó kiállításának alapját Anders Zorn kiemelkedő művei alkotják. Itt látható a világon a legtöbb Zorn-festmény. Olajfestményein kívül asz állandó kiállítás magába foglalja számos akvarelljét, szobrát és rézkarcát is. Külön teremben látható jelentős ezüstgyűjteménye, ezek korábban a otthonát díszítették. Megtekinthetők még sok más mellett Zorn kitüntetései és Emma ékszerei, vagy a Zorn által gyűjtött népi használati és dísztárgyak is.
A múzeum rendszeresen mutat be időszaki kiállításokat, amelyekre az ország és a világ sok különböző múzeumából kölcsönöznek alkotásokat. 2017-ben a nyári kiállítás „Zorn és Franciaország” címmel mutatott be gazdag anyagot.

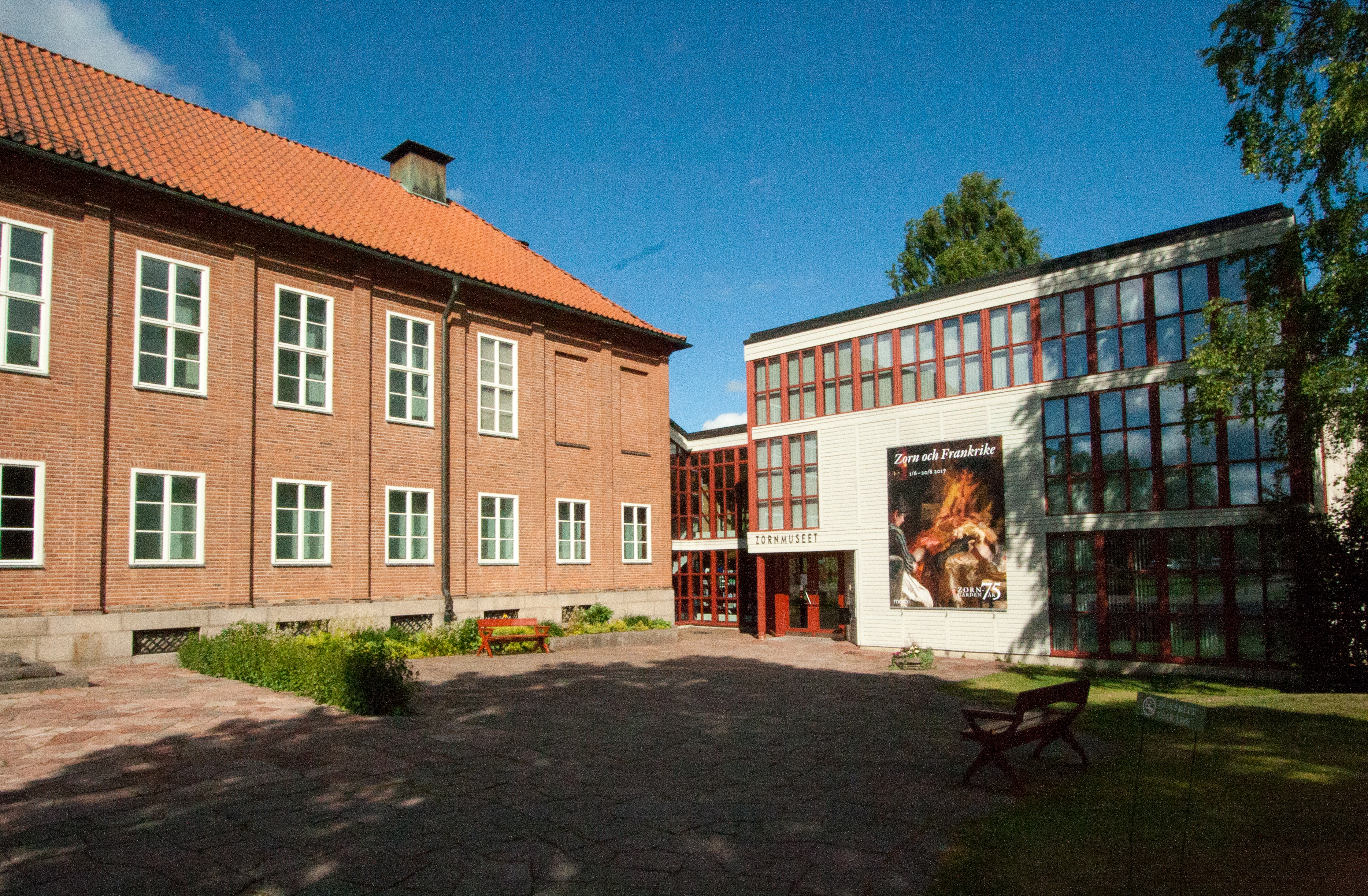
A múzeum bejárata
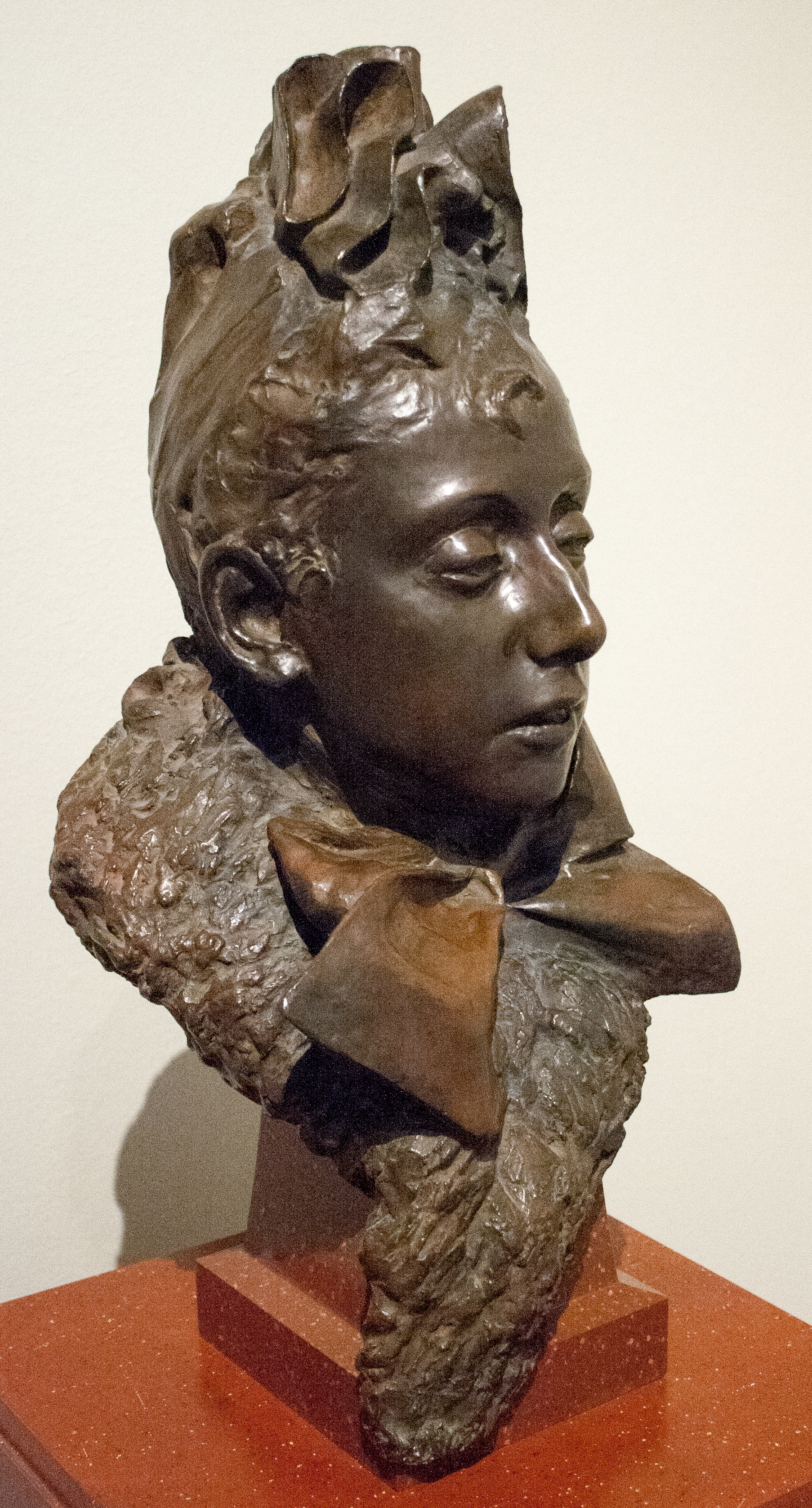
Zorn szobra feleségéről
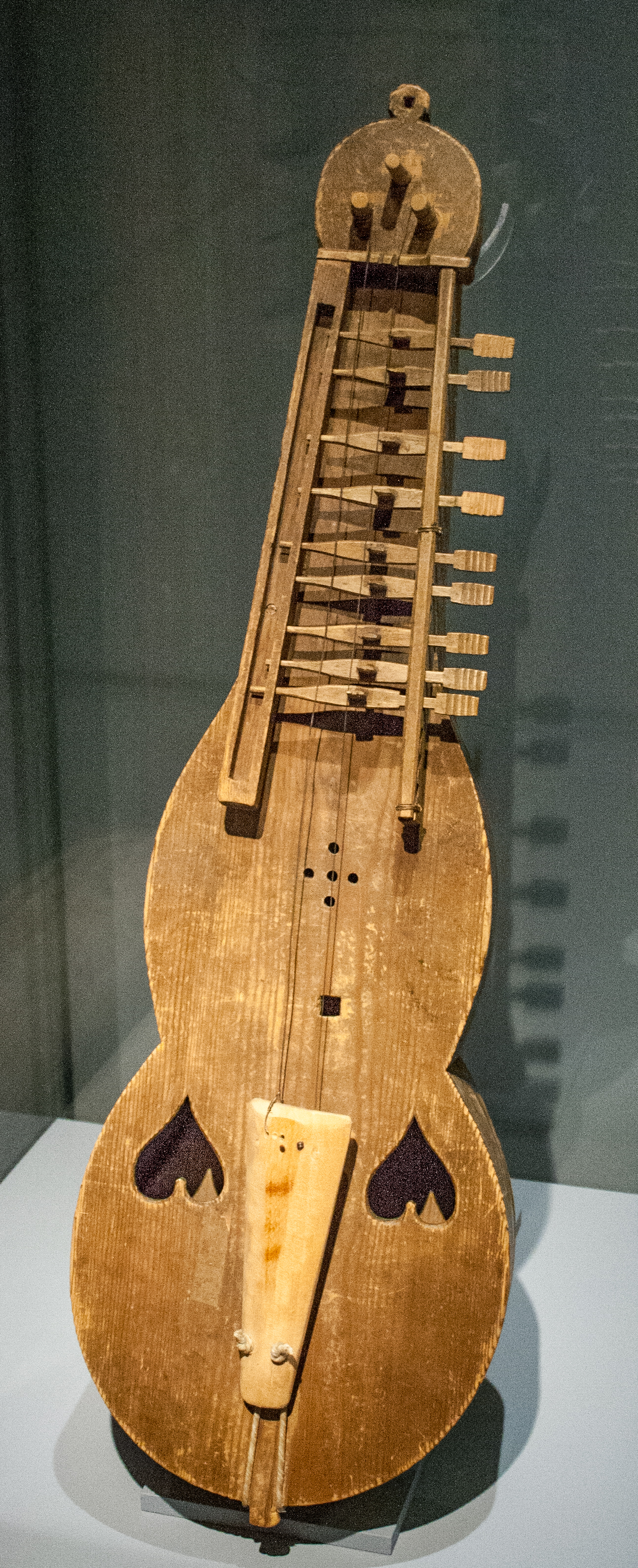
Népi hangszer Zorn gyűjteményéből
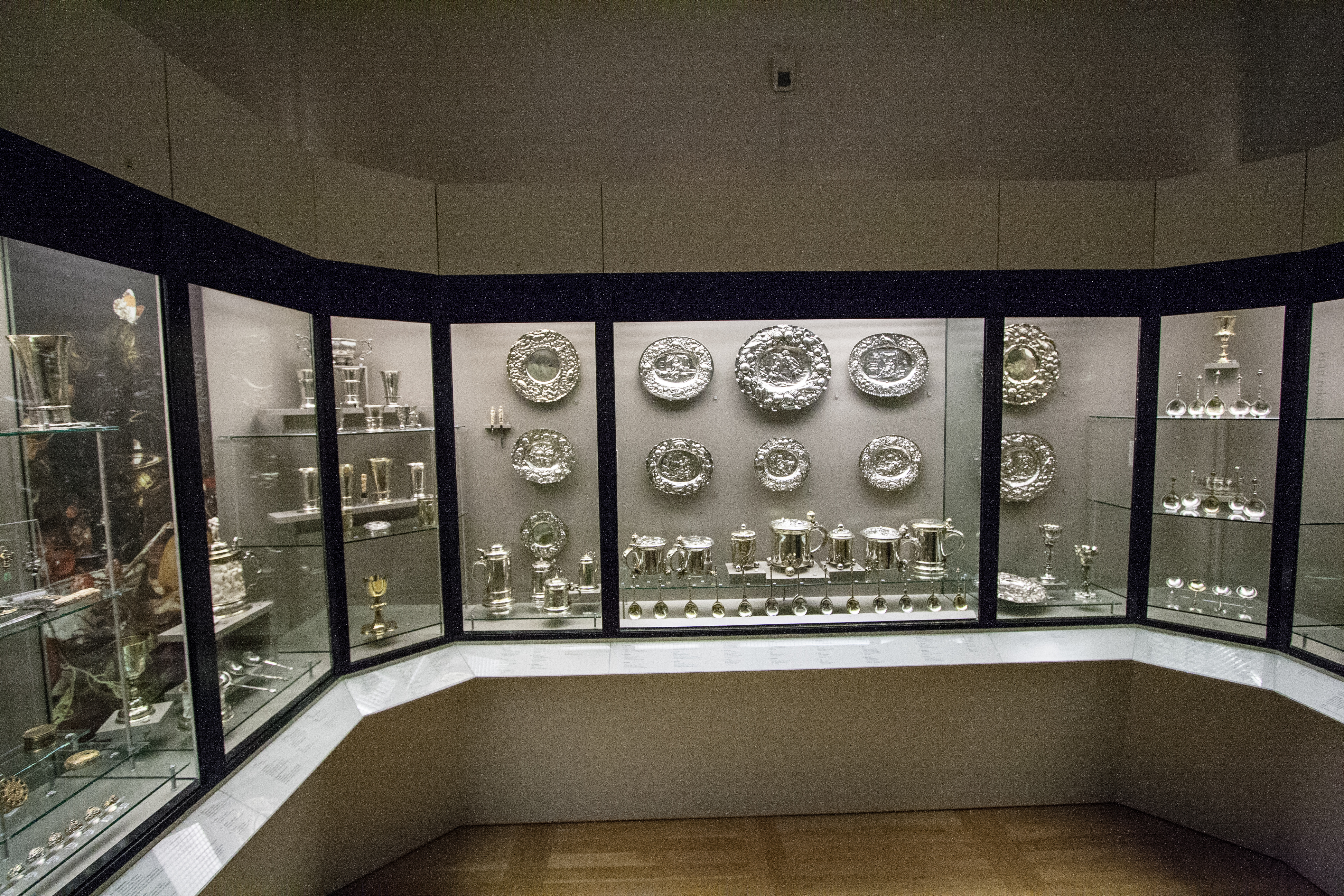
Zorn ezüstgyűjteménye, részlet

## GammelgårdenésGopsmor
Zorns a saját házának felépítése után is élénken érdeklődött a környék népi építészete iránt. Elkezdte gyűjteni a viszonylag könnyen áttelepíthető régi faházakat, gazdasági épületeket. Már 1914-ben megvetette az alapját a szabadtéri néprajzi múzeumának Mora déli részén. A munkát Gerda Boëthius művészettörténész, a Zornsamlingarna első intendánsa fejezte be a halála után. A Gammelgården Zorn szabadtéri néprajzi gyűjteménye, ma mintegy 40 faházból áll.
Zorn időnként maga is szeretett volna egyszerű körülmények között élni. Ebből a célból 1904-ben nagybátyjától vásárolt egy darab földet Morától északra, a Dalälven folyó mellett és odaköltöztetett néhány régi faházat, közülük a legöregebb 1324-25-ből származott. Ebből lett Gopsmor, a művész búvóhelye, szabadtéri műterme, horgásztanyája. Ez csak nyáron van nyitva a látogatók számára.
Zorn évente legalább kétszer igyekezett hosszabb időt Gopsmorban tölteni, egyszer januárban, egyszer pedig a nyári napforduló, midsommar idején. Néha barátokat is hívott magával, mint Bruno Liljeforst és Albert Engströmöt. Gopsmorban sok ideje volt festeni. Egyik kedvenc motívuma a női akt volt tűz fényében, egy másik a síelő nők.
Amikor a Dalälven folyót 1970-ben szabályozták és felduzzasztották a Spjutmo vízerőmű építésekor, Zorn faépületeit át kellett költöztetni egy magasabb helyre, ahol most láthatók.

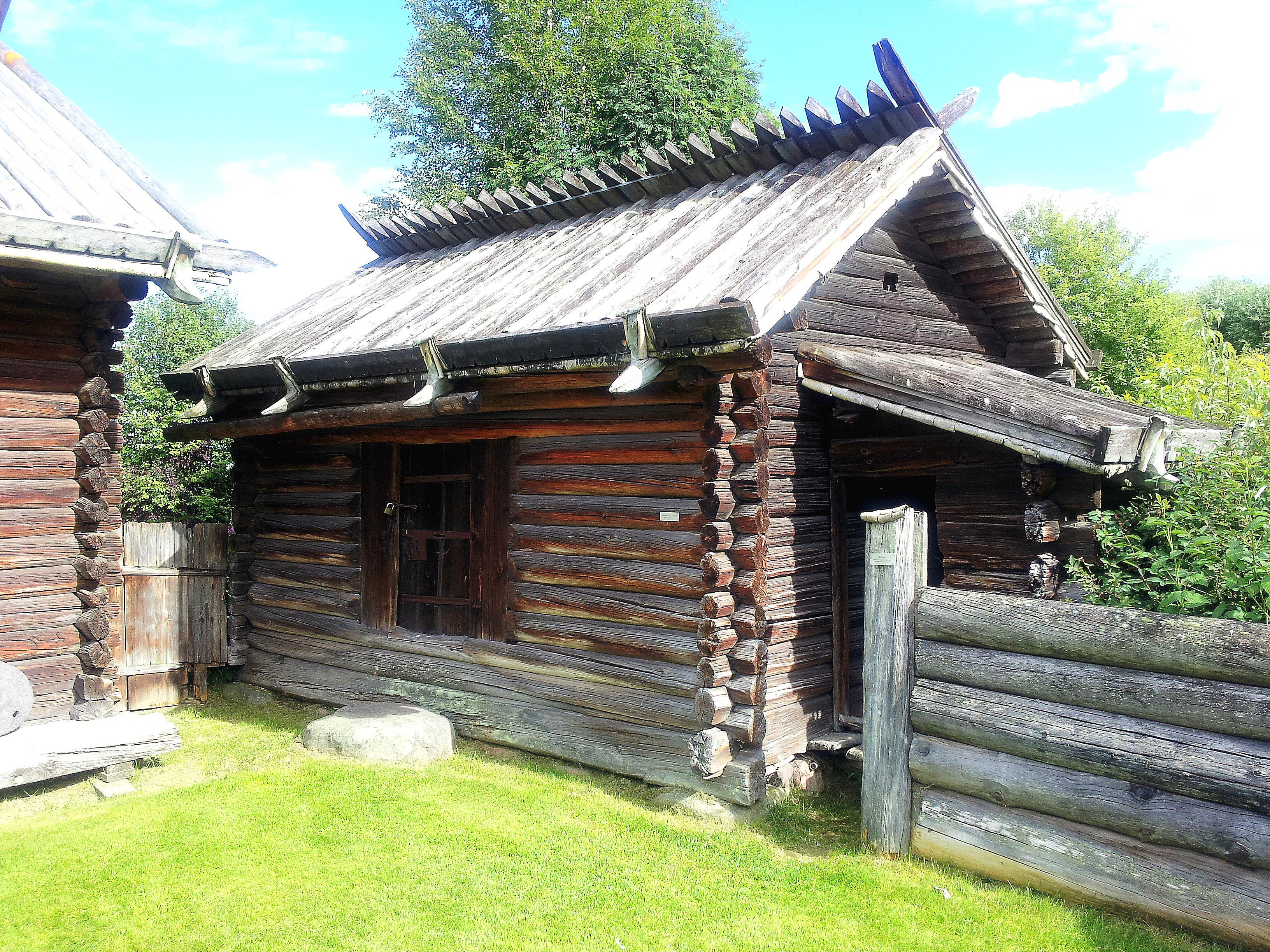
Zorns Gammelgård - Faház a 14. század elejéről
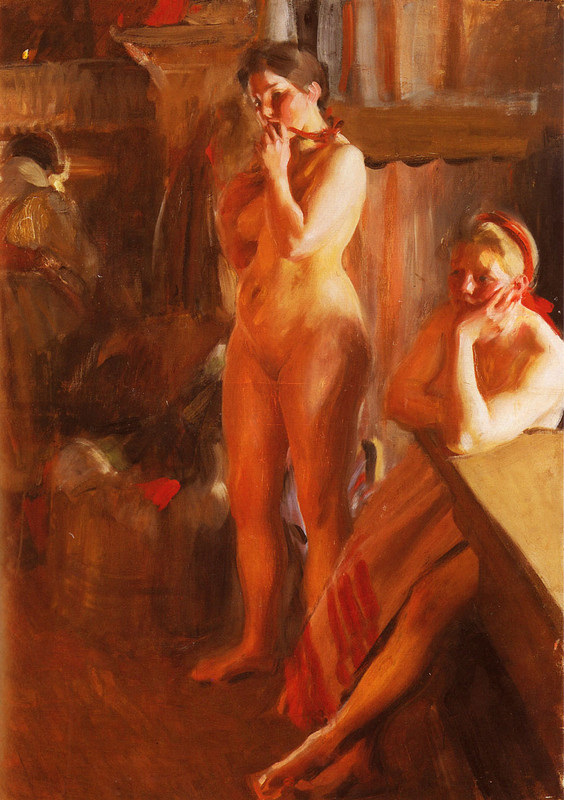
A tűz fénye
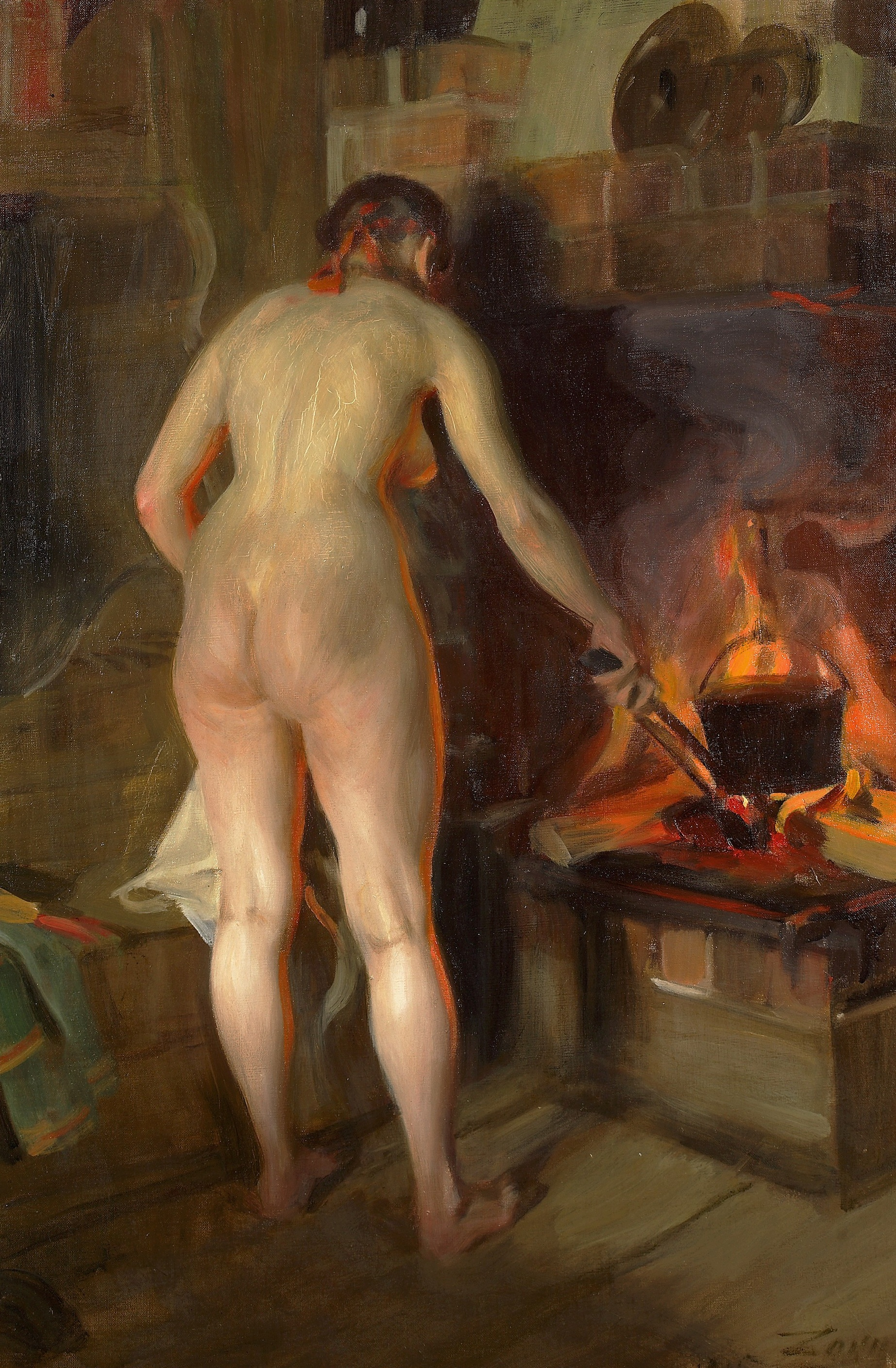
Krumplifőzés
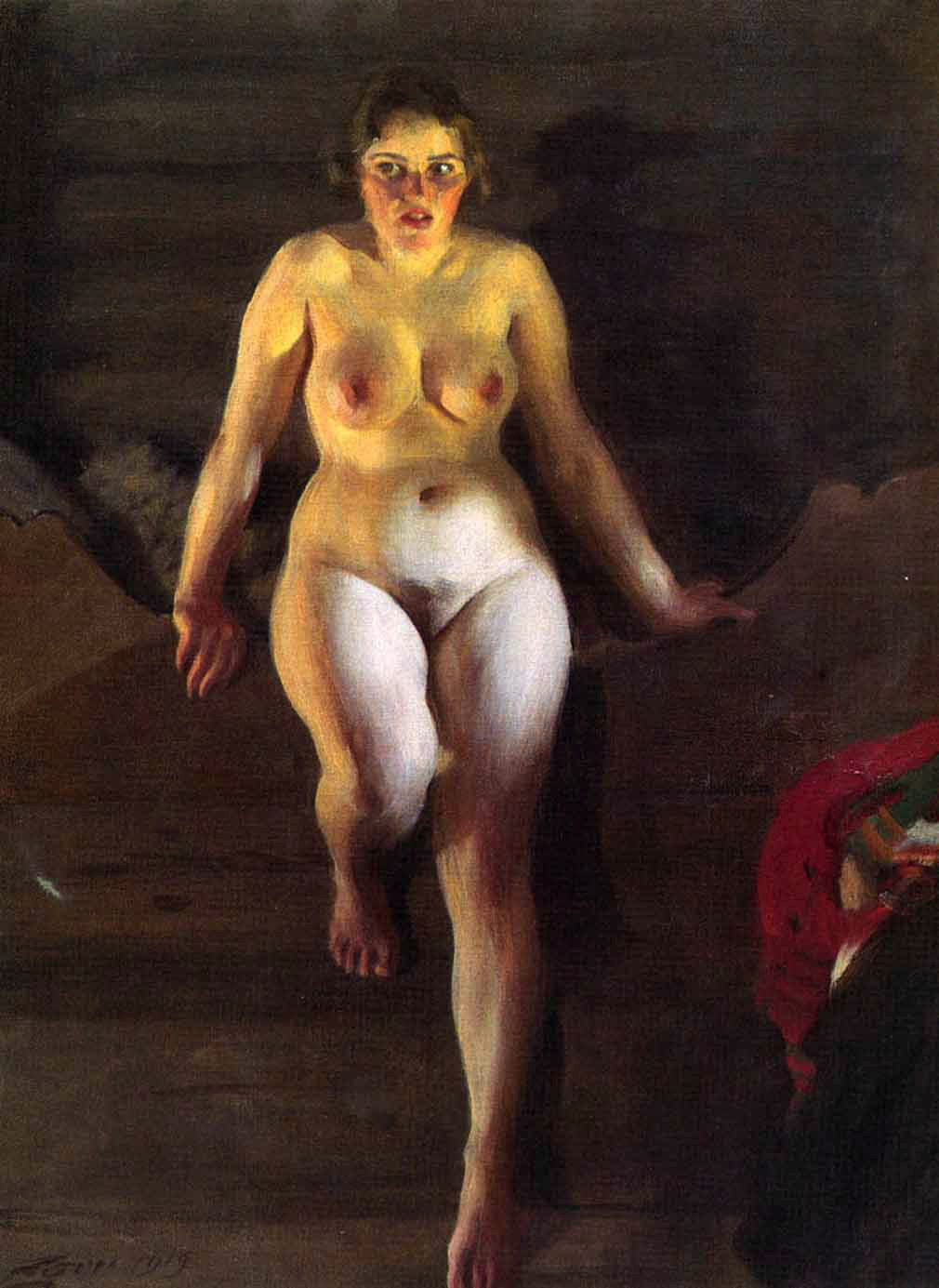
Ágy a padláson